# Single coil

Princip single coil snímače

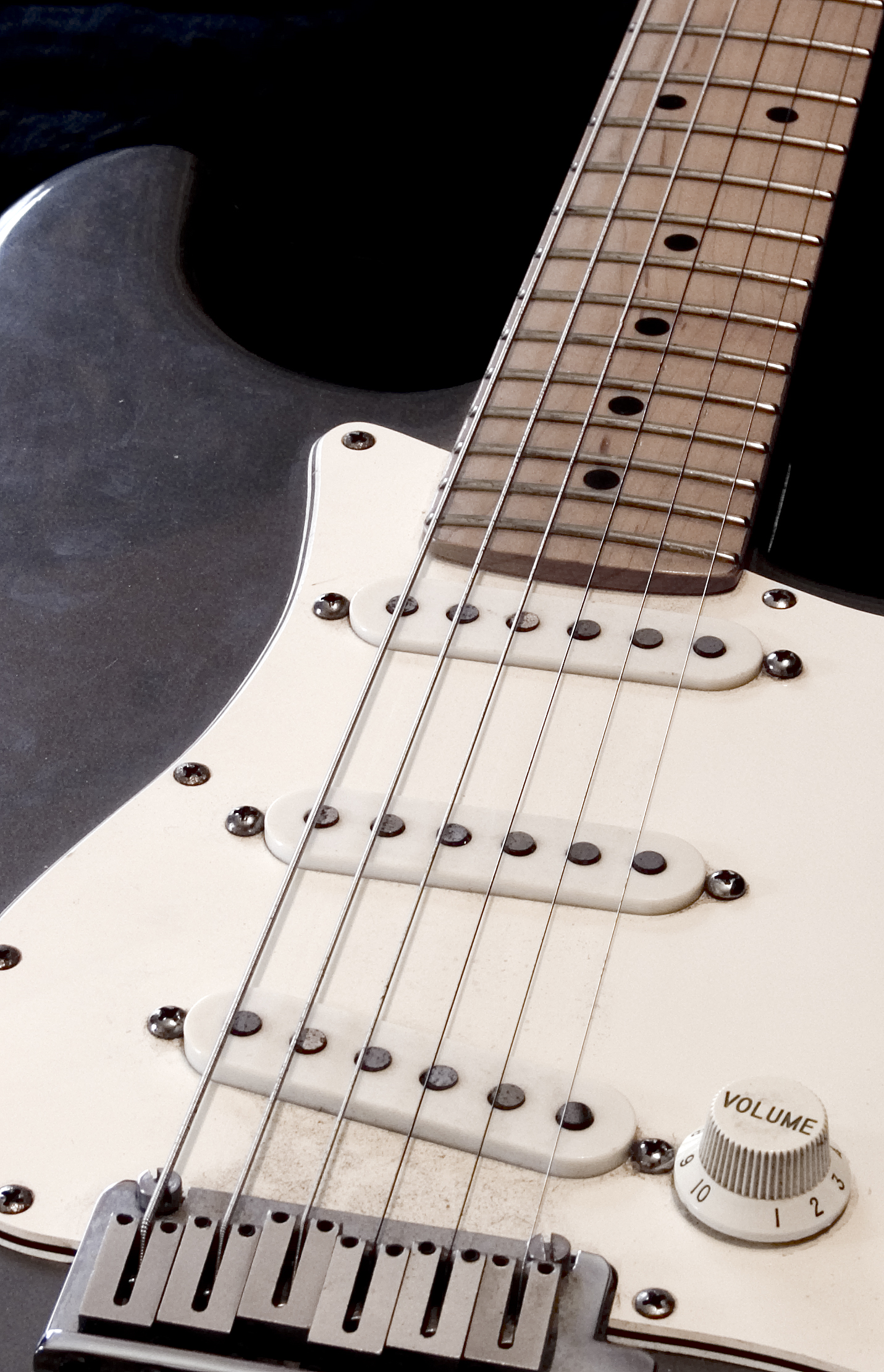
Stratocaster se single coil snímači

Single coil je typ kytarových snímačů používaných hlavně na kytarách Fender Stratocaster, který má 3 SC (zkratka single coil - jednocívkové) snímače. Jejich nevýhodou je to, že "šumí", což vyřešily nové typu snímačů humbucker, které už mají 2 cívky. SC se hodí spíše na jemnější styly, ale může se s nimi hrát prakticky cokoliv. Single coil je typický slabší snímač s "živějším" zvukem.
Kobylkový snímač na Stratocasteru bývá nahnutý spodní stranou ke kobylce, aby na vyšších strunách zachytil jejich výšky a u nižších basy. Toto vylepšení vymyslel Leo Fender, který při tom pronesl slavnou větu: "Nechť hloubky znějí basově a výšky výškově."